# Tout pour l'amour
Tout pour l'amour is een Duitse dramafilm uit 1933 onder regie van Henri-Georges Clouzot.

## Verhaal
Een zanger maakt kennis met een meisje en wordt verliefd op haar. Ze staat echter op het punt om met de operadirecteur te trouwen. Op de dag van de bruiloft gaat ze ervandoor met de zanger.

## Rolverdeling
| Acteur           | Personage      |
| ---------------- | -------------- |
| Jan Kiepura      | Ricardo Gatti  |
| Claudie Clèves   | Lixie          |
| Charles Dechamps | Baron Kleeberg |
| Lucien Baroux    | Charlie        |
| Betty Daussmond  | Tante          |
| Pierre Magnier   | Vader          |
| Charles Fallot   | Maître d'hôtel |
| Jean Martinelli  | Théo           |
| Colette Darfeuil | Dame           |